# Bradia
Bradia (en arabe : برادية) est une ville du Maroc. Située dans la région de Béni Mellal-Khénifra, elle dépend de la province de Fquih Ben Salah depuis 2009 et faisait auparavant partie de la province de Béni Mellal.

### Sources
- (en) Bradia sur le site de Falling Rain Genomics, Inc.